# Bíblia de Alba

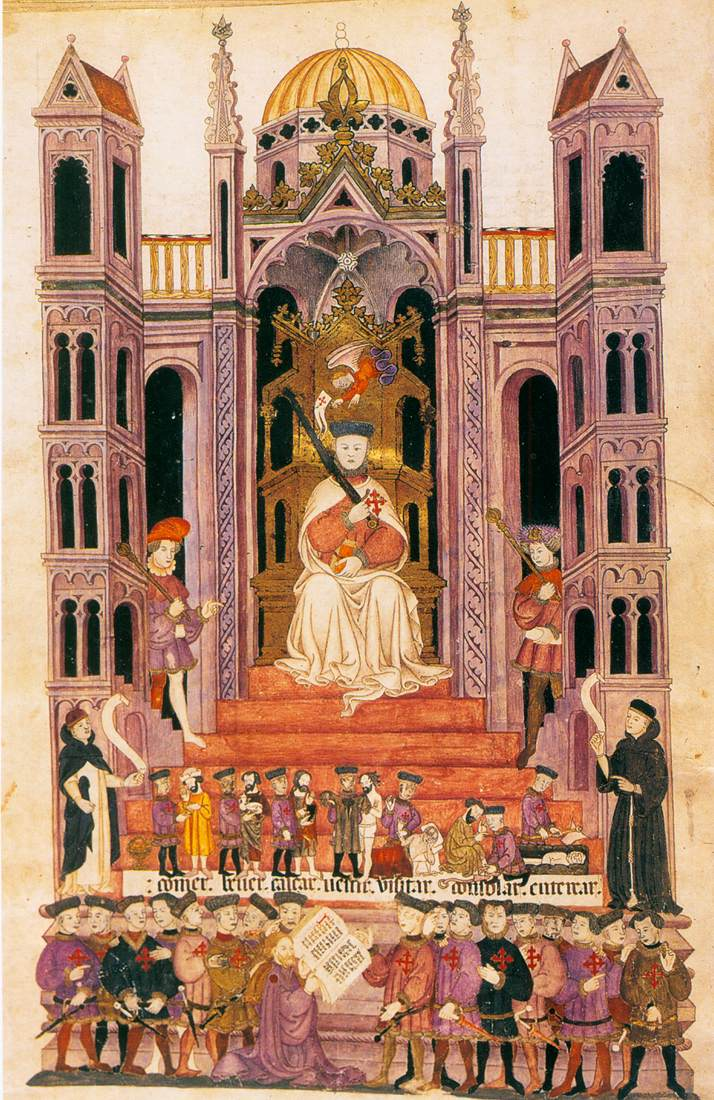
Detalhe de Festim de Belshazzar.

A Bíblia de Alba é uma tradução de 1430 do Antigo Testamento feita directamente do Hebreu para o Castelhano Medieval, sendo uma das primeiras traduções conhecidas para uma Língua românica.
A tradução foi levada a cabo sob a direcção de Mois´ss Arragel, rabi da comunidade Judia de Maqueda, cidade localizada na província espanhola de Toledo, encomendado por Don Luis de Guzmán, Grão-Mestre da Ordem de Calatrava.